# Гафурі
Гафурі́ (рос. Гафури, башк. Ғафури) — село (в минулому селище) у складі Буздяцького району Башкортостану, Росія. Адміністративний центр Гафурійської сільської ради.
Населення — 609 осіб (2010; 641 у 2002).
Національний склад:
- татари — 37 %
- башкири — 35 %

Стара назва — Совхоз Буздякський.